# Odontopera craterias
Odontopera craterias är en fjärilsart som beskrevs av Louis Beethoven Prout 1938. Odontopera craterias ingår i släktet Odontopera och familjen mätare. Inga underarter finns listade i Catalogue of Life.